# John Vereker
John Standish Surtees Prendergast Vereker, 6th Viscount Gort (Londen, 10 juli 1886 – aldaar, 31 maart 1946) was een Brits en Brits-Iers militair die zowel in de Eerste Wereldoorlog als de Tweede Wereldoorlog diende en de rang bereikte van veldmaarschalk en het Victoria Cross kreeg.

## Eerste jaren
Gort werd in Londen geboren en groeide op in County Durham en het Isle of Wight. Hij studeerde aan de Malvern Link Preparatory School en Harrow School en in januari 1904 trad hij toe tot de Royal Military Academy in Woolwich. In 1902 was hij zijn vader opgevolgd als burggraaf. Hij werd in juli 1905 toegevoegd aan de Grenadier Guards. 
Na de dood van koning Eduard VII in 1910 was Gort luitenant. Hij werd benoemd tot lid in de Koninklijke Orde van Victoria voor zijn diensten. Op 3 september 1913 werd hij benoemd tot adjudant van generaal Francis Lloyd, General Officer Commanding London District.

## Eerste Wereldoorlog
In augustus 1914 werd Gort bevorderd tot kapitein. Hij vocht aan het Westfront en diende als stafofficier met de rang van kolonel en vervangend luitenant-kolonel. In juni 1915 werd hij onderscheiden met de Military Cross. In juni 1917 werd hij onderscheiden met de Orde van Voorname Dienst (DSO). Een gesp werd in september 1917 toegevoegd en in januari 1919 een tweede.
Op 27 november 1918 werd Gort onderscheiden met het Victoria Cross voor zijn diensten tijdens de Slag om Canal du Nord op 27 september 1918. De ordonnans van Gort kwam om toen hij Gort in veiligheid bracht.

## Interbellum
In november 1919 werd hij bevorderd tot majoor. Na een korte tijd in 1919 op Staff College in Camberley te hebben gediend keerde Gort in 1921 terug als instructeur en werd hij bevorderd tot luitenant-kolonel. Hij verliet Staff College in mei 1923. Hij nam in 1922 het zeilen weer op en werd lid van de Royal Yacht Squadron en nam deel aan de Fastnet race in 1925. In 1924 schreef hij een gids voor infanterietraining. 
In april 1926 werd Gort bevorderd tot kolonel en in januari 1927 vertrok hij naar Shanghai, om in augustus terug te keren en verslag over de Chinese situatie uit te brengen aan koning George V en de prins van Wales. In juni 1928 werd hij benoemd tot Ridder Commandeur in de Orde van het Britse Rijk. Hij ging verder om bevel te voeren over de Guards Brigade voor twee jaar. In 1932 ging hij vliegen en kocht een de Haviland Moth die hij Henrietta noemde. Hij werd gekozen tot voorzitter van de Household Brigade Flying Club. In november 1935 promoveerde Gort tot generaal-majoor. Hij keerde in 1936 terug naar de Staff College als commandant. 
In mei 1937 werd Gort onderscheiden met de benoeming tot Lid in de Orde van het Bad. In september 1937 werd Gort door de military secretary van de minister van Oorlog Leslie Hore-Belisha de tijdelijke rang van luitenant-generaal verleend. Op 6 december 1937 werd Gort benoemd in de Army Council en werd bevorderd tot generaal en verving veldmaarschalk Sir Cyril Deverell als voorzitter van de Imperial General Staff. Op 1 januari 1938 werd hij benoemd tot ridder commandeur in de Orde van het Bad.
Als hoofd van de Imperial General Staff pleitte Gort voor de opbouw van een landleger en de verdediging van Frankrijk en de Lage Landen. Frankrijk kon volgens hem zichzelf niet verdedigen tegen een eventuele Duitse aanval.

## Tweede Wereldoorlog
Na het uitbreken van de Tweede Wereldoorlog werd Gort benoemd tot bevelhebber van de British Expeditionary Force (BEF) in Frankrijk. Hij kwam op 19 september 1939 in Frankrijk aan. In die tijd speelde hij een belangrijke rol in een politiek schandaal, de Pillbox affaire, dat leidde tot het ontslag van de minister van Oorlog Hore-Belisha. Na de Duitse doorbraak door de Ardennen in mei 1940 waardoor de communicatie tussen de British Expeditionary Force en de Fransen doorsneden werd, weigerde Gort op 25 mei 1940 het Franse bevel om een tegenaanval naar het zuiden uit te voeren. De positie van Gort was ingewikkeld. Hij stond onder Frans bevel maar moest zich ook verantwoorden aan Londen. Noordwaarts terugtrekkend werden de BEF en afgesneden Franse soldaten uiteindelijk bij Duinkerke geëvacueerd.
Na zijn terugkeer in Engeland werd Gort op 1 juni 1940 benoemd tot adjudant bij koning George VI. Op 25 juni 1940 ging Gort samen met Duff Cooper naar Frans-Marokko om daar antinazi Franse ministers te ontmoeten, maar keerde uiteindelijk terug.
Gort kreeg de post van Inspecteur voor Training en de Home Guard en bezocht hierdoor IJsland, de Orkneyeilanden en de Shetlandeilanden. Hij was tussen 1941 en 1942 gouverneur van Gibraltar. Tijdens zijn gouverneurschap van Gibraltar breidde hij het vliegveld van Gibraltar uit. Als gouverneur van Malta (1942-1944) werd Gort door zijn moed en leiderschap tijdens de aanvallen op Malta door de asmogendheden, door de Maltezen onderscheiden met het Zwaard van Eer. De koning gaf Gort op 20 juni 1943 op Malta de maarschalksstaf. Op 29 september 1943 was Gort samen met de generaals Dwight D. Eisenhower en Harold Alexander getuige bij de ondertekening van de Italiaanse capitulatie door maarschalk Pietro Badoglio. 
Hij eindigde de oorlog als hoge commissaris voor Palestina en Transjordanië. Op deze positie diende hij maar een jaar. In 1945 benoemde hij de Chief Justice van Palestina William James Fitzgerald om de bemiddelen in het Joods-Arabisch conflict in Jeruzalem. Fitzgerald kwam tot de conclusie dat de stad in aparte joodse en Arabische wijken moest worden verdeeld. 
Tijdens een ontmoeting met veldmaarschalken Montgomery en Brooke in november 1945, viel Gort op de grond en werd naar Londen gevlogen waar kanker werd geconstateerd. Hij overleed vier maanden later, op 59-jarige leeftijd.

## Militaire loopbaan
- Second Lieutenant: 16 augustus 1905[1]
- Lieutenant: 1 april 1907
- Captain: 5 augustus 1914[2]
- Major: 21 oktober 1919[3]
- Titulair Lieutenant-Colonel: 1 januari 1921[4]
- Lieutenant-Colonel: 1922
- Colonel: april 1926 (gedateerd 1 januari 1925)[5]
- Tijdelijk brigadier: 1930[6]
- brigadier: 14 november 1932
- Major-General: 25 november 1935[7]
- Tijdelijk Lieutenant-General: september 1937[8]
- Lieutenant-General: 24 september 1937
- General: 6 december 1937
- Field Marshal: 20 juni 1943

## Decoraties
- Victoria Cross op 27 november 1918[9]
- ridder grootkruis in de Orde van het Bad in februari 1946
- ridder commandeur in de Orde van het Bad op 1 januari 1938[10]
- lid in de Orde van het Bad in mei 1937[11]
- ridder commandeur in de Orde van het Britse Rijk[12]
- Orde van Voorname Dienst op 4 juni 1917[13]
  - Gesp op 26 september 1917[14][15]
  - Gesp op 11 januari 1919[12]
- Lid in de Koninklijke Orde van Victoria in 1910[12]
- Military Cross in juni 1915[16]
- Kroningsmedaille van George V
- War Medal 1939–1945
- Defensiemedaille (Verenigd Koninkrijk)
- Africa Star
- Intergeallieerde Medaille (Frankrijk)
- 1939-1945 Ster
- Britse Oorlogsmedaille
- Sword of Honour (Malta)
- Hij werd meerdere malen genoemd in de Dagorders.[17]